# 双橋区 (承徳市)
双橋区（そうきょう-く）は中華人民共和国河北省承徳市に位置する市轄区。世界遺産の避暑山荘と外八廟が区内にある。

## 行政区画
- 街道:中華路街道、西大街街道、頭道牌楼街道、潘家溝街道、新華路街道、石洞子溝街道、橋東街道
- 鎮:水泉溝鎮、獅子溝鎮、牛圏子溝鎮、大石廟鎮、双峰寺鎮、馮営子鎮、上板城鎮